# 核球

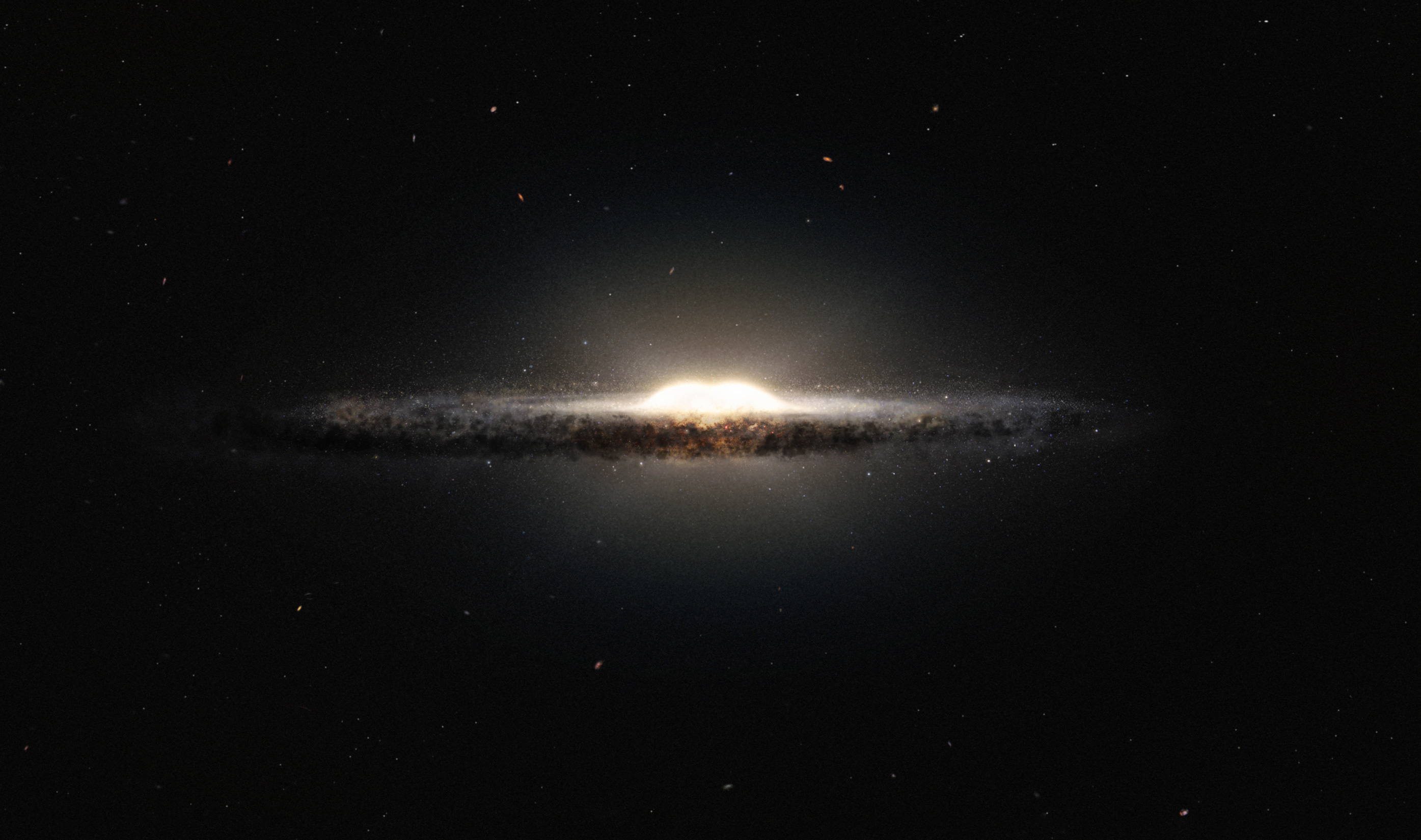
艺术家对银河系核球的印象图。

核球，在天文學中是指緊密聚集的一群恆星，在多數的場合中提到時，通常就是指星系－特別是螺旋星系－中央區域的核心。但在歷史上，核球曾經被認為是有星盤環繞的橢圓星系。然而，在高解析度的影像下，使用哈伯太空望遠鏡揭露出許多核球也具有與螺旋星系相同的特性。現在認為核球至少有兩種類型：像橢圓星系的傳統核球和像螺旋星系的似星盤核球。

## 傳統核球

M81的影像：這是傳統的核球，注意螺旋的結構在抵達核球時終止。

這種核球的性質與橢圓星系相似，由於在歷史上對核球的看法，經常被稱為傳統核球。這種核球主要由老年的第二星族星組成，因此顯得偏紅（參見恆星演化）。與星系的盤面比較，它們的軌道本質上是雜亂無序的，在圓球的各部份隨處都可能出現。而且，相較於星系的盤面部分，它們只有少量的塵埃與氣體，這說明了為何只有少數的年輕恆星（因為只留有少量可以形成恆星的材料）。在右邊的例子，M81，我們看見靠泊在星系中心的核球，其特性與橢圓星系非常相似，注意這個核球缺乏螺旋的結構，並且藍色的恆星（表示是年輕的恆星）主要都在環繞著核球外面的盤面上。
這些特性使得許多天文學家認為傳統核球是星系合併過程中的產物，傳統核球被認為是由更小的結構合併的結果。這是一種狂暴的過程，並且因而打亂了恆星原有的路徑（軌道），使得核球內的軌道看似隨機的。在合併的同時，由於來自合併時的震波，氣體雲可能都被轉化成恆星。一個核球可能是已經歷經多次合併的結果，這種過程可能發生在遙遠的過去。那時的合併應該是很普遍的，因此現在多數的傳統核球是年老的，並且在過去的一百億年都沒有顯著的改變。而那些沒有參與合併所剩下來的氣體和恆星，能夠在核球的附近安定下來的，就成為外面的星盤。

## 似星盤核球

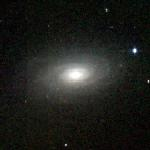
M63的影像：有非傳統核球的星系，注意螺旋的結構一直完整的發展至星系的中心。

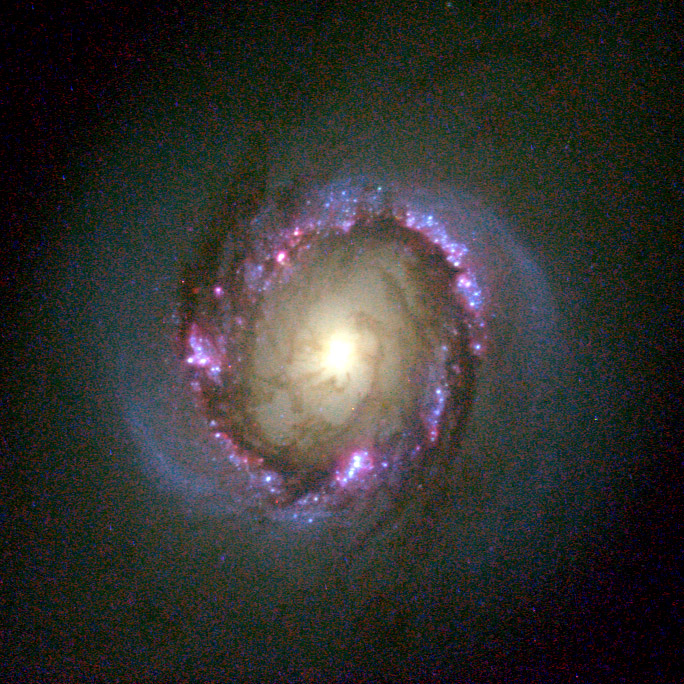
哈勃空间望遠鏡拍攝的NGC 4314中央區域影像，這個星系核心有形成恆星的環。

許多核球與螺旋星系相同的特性遠多於橢圓星系  ，它們經常被稱為赝核球、偽核球或盤核球。最初是發現有些核球內的恆星循著像星盤恆星一樣的軌道在運行，就像是星盤內的恆星。這些核球內恆星的軌道不是隨機的，而是軌道平面和在外面的星盤相同，遵循相同的秩序和潮流，這與橢圓星系非常的不同。
後續的研究（使用哈勃空间望遠鏡）顯示這些核球不僅有塵埃，還有各種各樣複雜的結構。這些結構看起來與螺旋星系相似，只是規模小了許多。巨大的螺旋星系通常比核球的螺旋結構大2至100倍，但這些核球卻是這些星系主要的亮度來源。並且，這些核球有些還有相當強勁的環狀結構，像NGC 4314（右圖），是恆星形成的場所。許多核球也有年輕的恆星和正在形成中的恆星，這都與橢圓星系的特性和場合不同。核球內的恆星生成率和星盤中的恆星生成率相似，也是偽核球典型的特性之一。
這些特性（像是螺旋結構和年輕的恆星）意味着有些核球沒有經歷形成傳統核球和橢圓星系的相同過程，但是偽核球形成的理論不像傳統核球那樣的確定。偽核球可能是在最近（在50億年內）發生的合併過程中，合併的星系氣體特別豐富的結果，因此才不同於傳統核球。但是，在合併的過程中要維持星盤的存在是很困難的，這是這種說法令人質疑的地方。
許多天文學家認為核球內的盤面是在外面原本就形成的，並不是在合併過程中形成的。當分離後，有盤的星系可能會重整它們的恆星和氣體（作為對不穩定狀的一種回應），這種過程（稱為世代演化）經常在螺旋星系和棒旋星系中觀察到。可以預料得到世代演化也會將氣體和恆星匯入星系的中心，如果發生這樣的情況，星系中心的密度將會增加，而核球的特性就會和有盤的星系一樣。
如果说，星系的缓慢而稳定的演化，导致了核球的形成，那麼，因為许多星系形成了星系盤，所以没有合併過。那么星系的形成和演化的理論远远高估了數十億年来星系合併的次数。
多數的核球被認為有超大質量黑洞在它們的核心。由定義（光線不能逃離黑洞），這些黑洞不可能觀測到，但是各種各樣的證據強烈证明它们的存在，不僅是在螺旋星系的核球中心，也在橢圓星系的中心。在不久之前，還認為每一個超大質量黑洞的附近一定有核球的存在，但是寄生著超大質量黑洞卻沒有核球的星系已經被觀測到了。